# Heilig Huisje

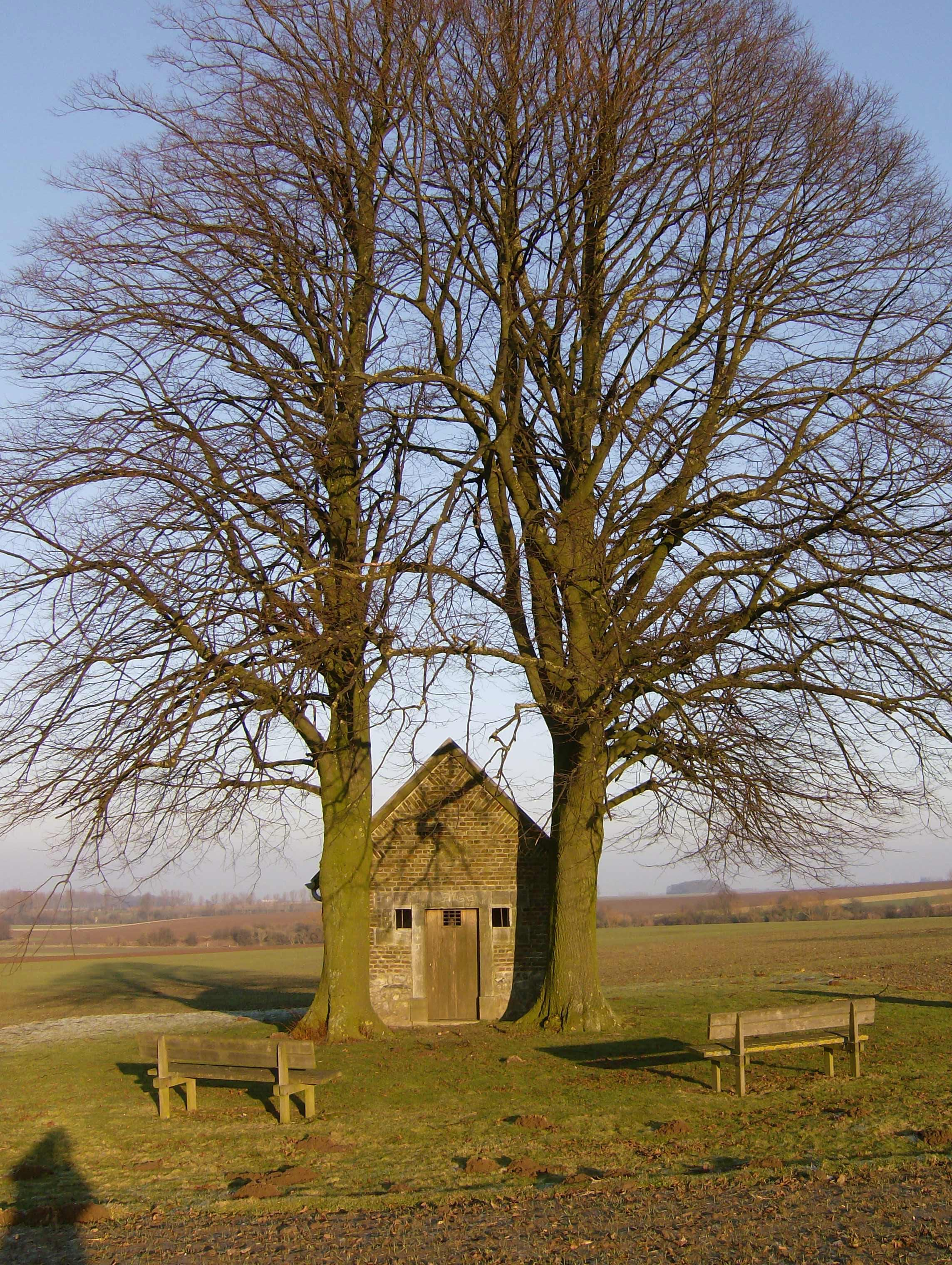
Het Heilig Huisje

Het Heilig Huisje is een kapel bij Herstappe in de Belgische provincie Limburg. De kapel ligt aan de Luykerweg ten oosten van het dorp, maar is net over de gemeentegrens in de gemeente Tongeren gelegen. De kapel is eigendom van de kerkfabriek van Rutten.
Het Heilig Huisje is gebouwd op een heuvel, het hoogste punt nabij Herstappe. Vanaf hier heeft men een vergezicht op de kerk van Rutten, de Onze-Lieve-Vrouwebasiliek van Tongeren en bij helder weer ook op de koeltorens van Genk. Ze wordt geflankeerd door twee lindebomen.
De kapel stamt uit de 15e eeuw en werd gebouwd ter nagedachtenis aan de Slag bij Othée die plaatsvond op 23 september 1408. De kapel werd herbouwd in de 18de eeuw; boven de deur zit een verweerde jaarsteen "Anno 174.". 
Tijdens kruisdagenprocessies werd de gewijde altaarsteen van de kapel gebruikt, een oude plaatselijke traditie. De kapel werd ook bezocht door bedevaarders die hier bescherming kwamen vragen voor ziektes van hun vee.